# Вальтер Адольф
Вальтер Адольф (нім. Walter Adolph; нар. 11 червня 1913, Хемеюш, Бакеу — пом. 18 вересня 1941, Бланкенберге, Західна Фландрія) — німецький військовий льотчик-ас за часів Третього Рейху, гауптман (1940) Люфтваффе. Кавалер Лицарського хреста Залізного хреста (1940). Протягом Громадянської війни в Іспанії та Другої світової війни здійснив 79 бойових вильотів, в ході яких здобув 25 перемог у повітряних боях, зокрема одну в небі Іспанії.

## Біографія
Вальтер Адольф народився 11 червня 1913 у румунському містечку Хемеюш у повіті Бакеу в родині румунських німців. Після поразки у Першій світовій війні та розпаду Австро-Угорської імперії родина Вальтера переїхала до Німеччини.
Восени 1937 лейтенант Вальтер Адольф прибув до Іспанії і був включений в 1.J/88 Легіону «Кондор». 30 грудня того ж року він збив республіканський І-15. Навесні 1938 німецький льотчик повернувся до Німеччини і потім у званні оберлейтенанта був призначений командиром 1./JG130 (з 1 травня 1939 — 2./JG1).
З початку Другої світової війни діяв на Східному фронті, здійснив декілька бойових вильотів у небі Польщі, проте, першу перемогу у війні Адольф здобув 1 жовтня 1939, вже на Західному фронтові, збивши в районі Оснабрюка «Бленхейм» з 139-ї ескадрильї Королівських ВПС. У ході Французької кампанії У травні — червні 1940 на його рахунку було п'ять перемог. 12 травня він протягом п'яти хвилин збив три «Бленхейма» все з той же 139-ї ескадрильї у небі над Маастрихтом, а 6 червня — два французьких середніх бомбардувальники LeO 451.
9 липня 1940 його ескадрилью перейменували на 8./JG27. Увечері 11 вересня він збив два «Спітфайри», й Адольф подолав рубіж у десять перемог.
4 жовтня його у званні гауптмана призначили командиром II./JG26. 8 листопада він здобув 15-ту перемогу, за що 13 листопада 1940 був нагороджений Лицарським Хрестом.
У період з 17 червня до 16 серпня 1941 року німецький ас збив над Північною Францією і Ла-Маншем ще сім «Спітфайрів», «Харрікейн» і «Бленхейм».
18 вересня 1941 року його FW-190A-1 W.Nr. 0110 028 був збитий у бою з британськими «Спітфайрами» та «Харрікейнами» з 41-ї ескадрильї над Північним морем, в 30 км на північний захід від міста Остенде, Бельгія. Гауптман на чолі восьми винищувачів його авіагрупи здійснював патрулювання у повітрі, прикриваючи німецький танкер, що вийшов з бельгійського порту. Несподівано група літаків Люфтваффе зіткнулася з винищувальним формуванням британських ВПС, яке супроводжувало бомбардувальники «Бленхейм». У раптовій сутичці літак В. Адольфа був збитий Сірілом Баббаджем й впав у море. Через три дні тіло Адольфа було викинуто хвилями на бельгійське узбережжя поблизу Кнокке. Його «Фокке Вульф» став першим літаком цього типу, втраченим Люфтваффе в бою.

## Нагороди
- Іспанський хрест в золоті з мечами
- Залізний хрест 2-го і 1-го класу
- Почесний Кубок Люфтваффе (26 жовтня 1940)
- Лицарський хрест Залізного хреста (13 листопада 1940)